# Tubes, remixes et prémonitions
Albums de Stefie Shock
Les vendredis La mécanique de l'amour
Tubes, remixes et prémonitions est le 4e album de l'interprète-compositeur Stefie Shock.

## Liste des morceaux
1. Panicomanie (5:19)
2. Comme géminés (Vamp mix) (3:59)
3. Scalpel blues (3:48)
4. Tout le monde est triste (3:43)
5. La jungle (Le Cosmic mix) (5:08)
6. Je te réchaufferai (4:02)
7. Je combats le spleen (3:30)
8. Salut Chantal (Old School Disco Mix) (3:01)
9. Ange gardien (Cosmo Palermo Drum Mix) (4:55)
10. Un homme à la mer (Hombre Al Agua) (Le Shockbeat remix) (4:56)
11. Pixels flous (4:03)
12. Savoure le rouge (3:50)
13. Le Mile High club (Bluefish mix) (4:22)
14. L'amour dans le désert (Montuno & Baby) (3:45)
15. Le moustique (2:22)